# 八幡駅 (愛知県)
八幡駅（やわたえき）は、愛知県豊川市八幡町鐘鋳場にある、名古屋鉄道豊川線の駅である。駅番号はTK01。

## 歴史
1972年に八幡口駅、市田駅、諏訪新道駅の三駅を統合し、八幡口駅 - 市田駅間に開設された。なお、市田駅はそのまま廃止されたが、八幡口、諏訪新道の両駅はその後も駅設備撤去の上信号場化され存置された。のちに八幡口信号場も廃止されたため、現在では諏訪新道信号場のみ存置されている。
八幡口信号場跡は鉄道高架下になるが、並行道路の湾曲や植え込みなどから、現在でも簡単に位置を特定できる（当駅から国府方向へ約300m）。一方、市田駅は東方の高架が終わるあたりの3kmポスト付近（ホームは北側）に存在した。こちらは側道が閉鎖され旧駅跡に近付くことはできない。

### 年表
- 1945年（昭和20年）2月18日 - 豊川市内線（現在の豊川線）が開業し、当駅東方に野口駅が設置される。
- 1946年（昭和21年）6月1日 - 野口駅を市田駅に改称。
- 1948年（昭和23年）10月15日 - 当駅西方に第二師範前駅を新設。
- 1949年（昭和24年）12月1日 - 第二師範前駅を八幡口駅に改称。
- 1972年（昭和47年）6月1日 - 八幡口駅、市田駅、諏訪新道駅を統合し八幡駅を新設。八幡口駅・諏訪新道駅は信号場に格下げ。
- 1982年（昭和57年）12月15日 - 閉塞方式変更に伴い八幡口信号場の通行を右側通行から左側通行に変更[2]。
- 1995年（平成7年） - 県道東三河環状線との立体交差化を主眼とした高架化工事に伴い、交換設備を新設して仮線化。
- 1996年（平成8年）12月14日 - 八幡駅高架駅舎化[3]。八幡口信号場廃止[4]。
- 2005年（平成17年）
  - 12月1日 - 自動改札機と券売機を設置。
  - 12月14日 - 駅集中管理システム開始及びトランパス導入。
- 2011年（平成23年）2月11日 - ICカード乗車券「manaca」供用開始。
- 2012年（平成24年）2月29日 - トランパス供用終了。
- 2013年（平成25年） - バリアフリー化工事としてエレベーター設置、ホーム嵩上げ完成。

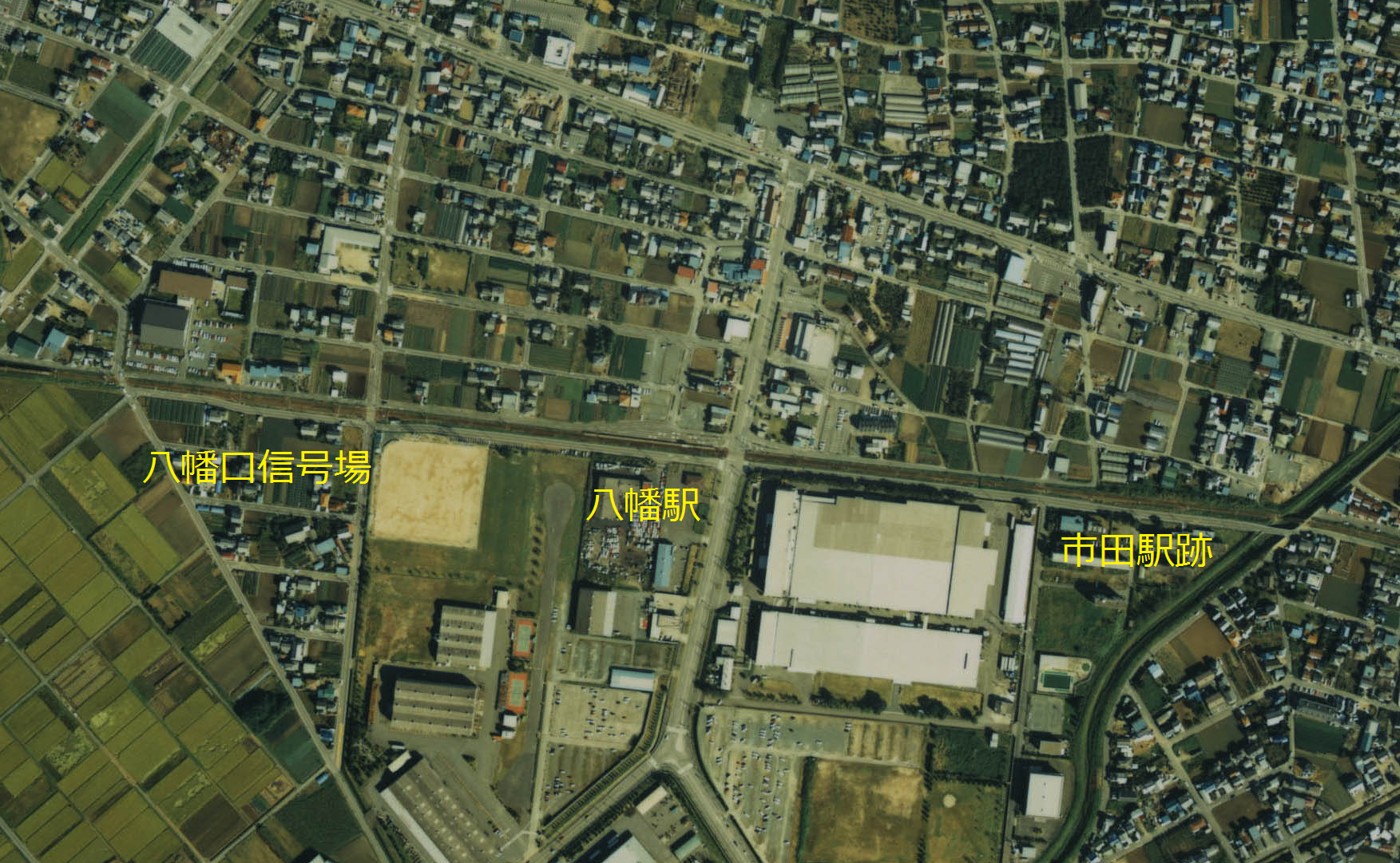
現役時代の八幡口信号場。国土交通省 国土地理院 地図・空中写真閲覧サービスの空中写真を基に作成。1988年度。
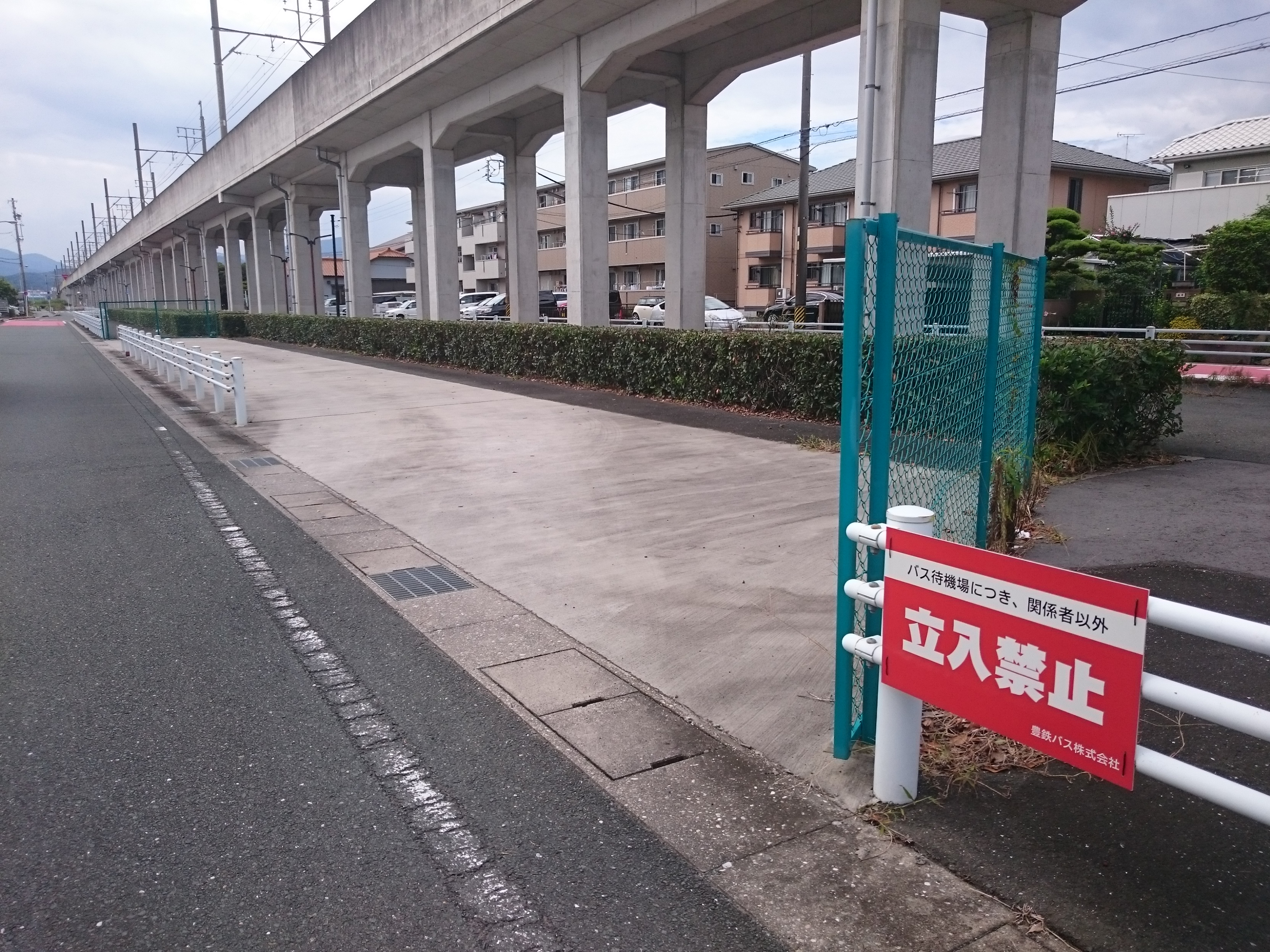
八幡口信号場跡地。現在は豊鉄バスの待機場。

エレベーター設置工事前の八幡駅 (2005年)
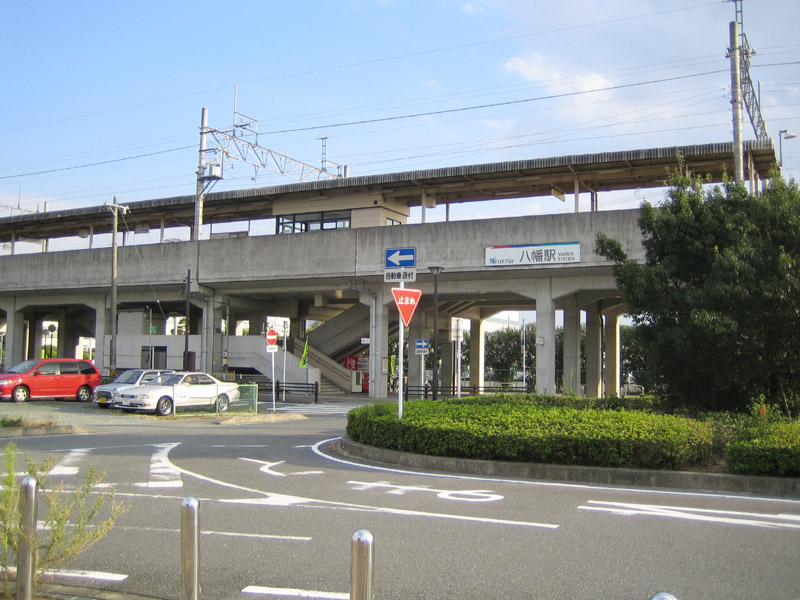
駅外観
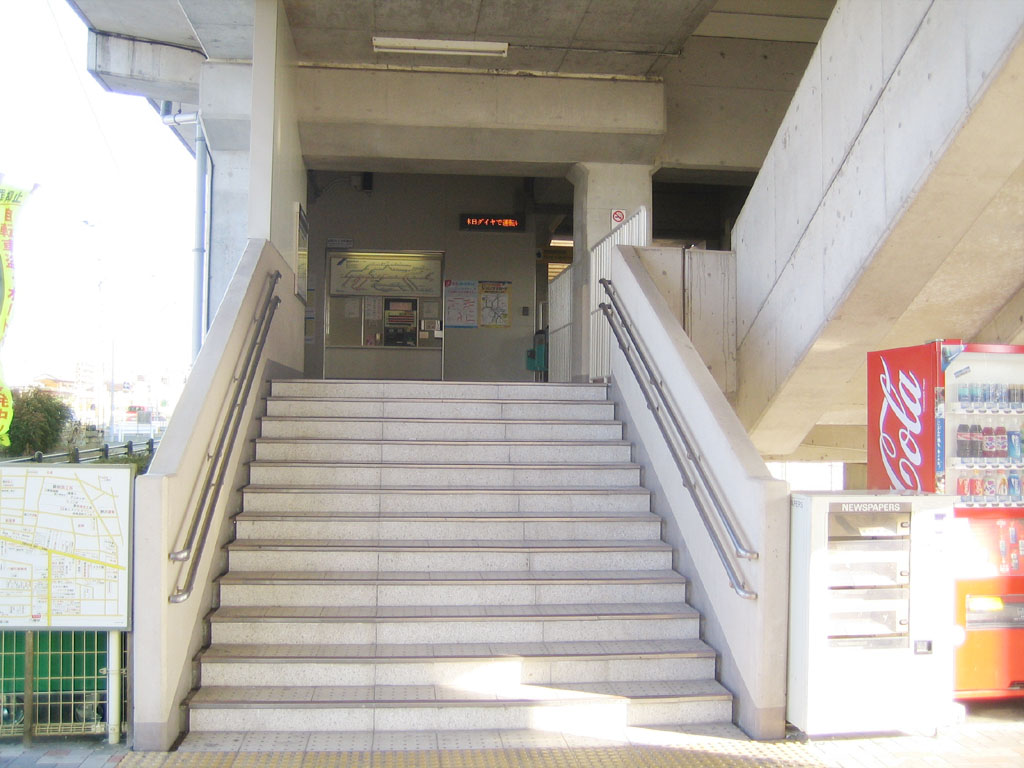
ホームへ上る階段
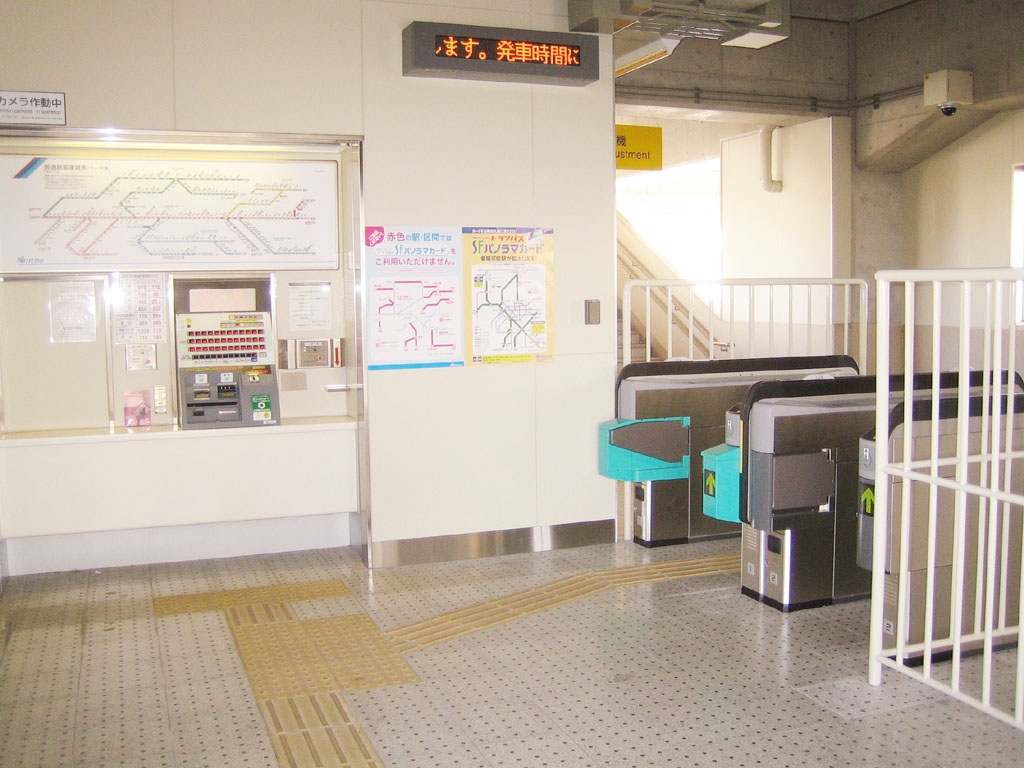
階段の踊り場にあった改札口

## 駅構造
島式ホーム1面2線を有する高架駅で、駅集中管理システムが導入された無人駅である（管理駅は国府駅）。駅集中管理システム導入以前から無人駅であったが、簡易な窓口が設けられ、勤労センターで催し物があるときなどに限り切符を販売していた。現在その窓口設備は国府駅構内にある。2線とも両方向へ進行可能だが、案内上左側通行のみで使用している。ホームは高架化前より少し東へ移動し、東端は交差道路上となっている。利用者が少ないため、エレベーターやエスカレーターは設置されていなかったが、2013年5月に豊川市民病院が駅近くに移転した際に車椅子対応のエレベーターが設置された。

### のりば
| 番線 | 路線      | 方向 | 行先                         |
| ---- | --------- | ---- | ---------------------------- |
| 1    | TK 豊川線 | 上り | 豊川稲荷ゆき                 |
| 2    | TK 豊川線 | 下り | 国府・東岡崎・名鉄名古屋方面 |

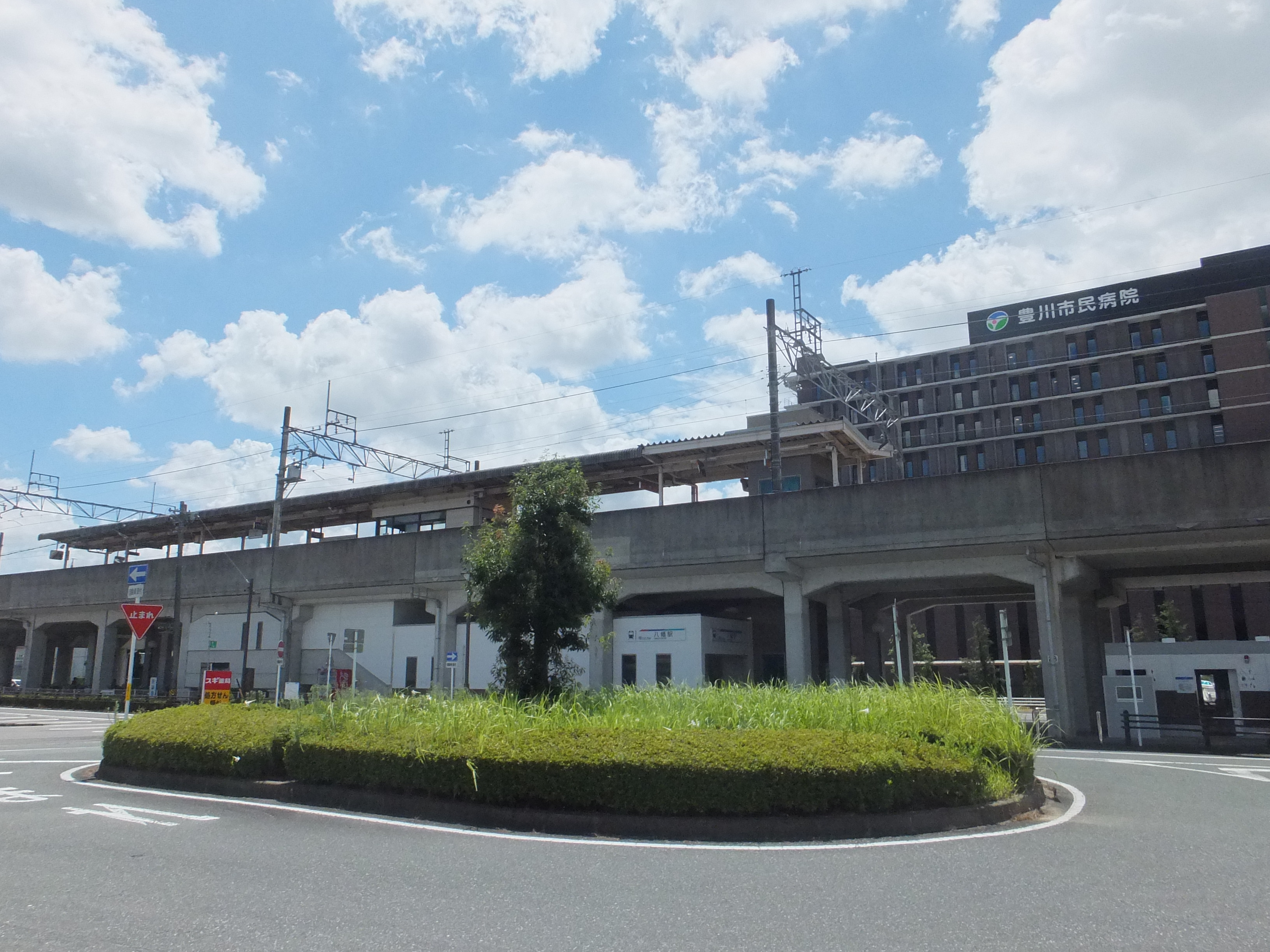
駅外観
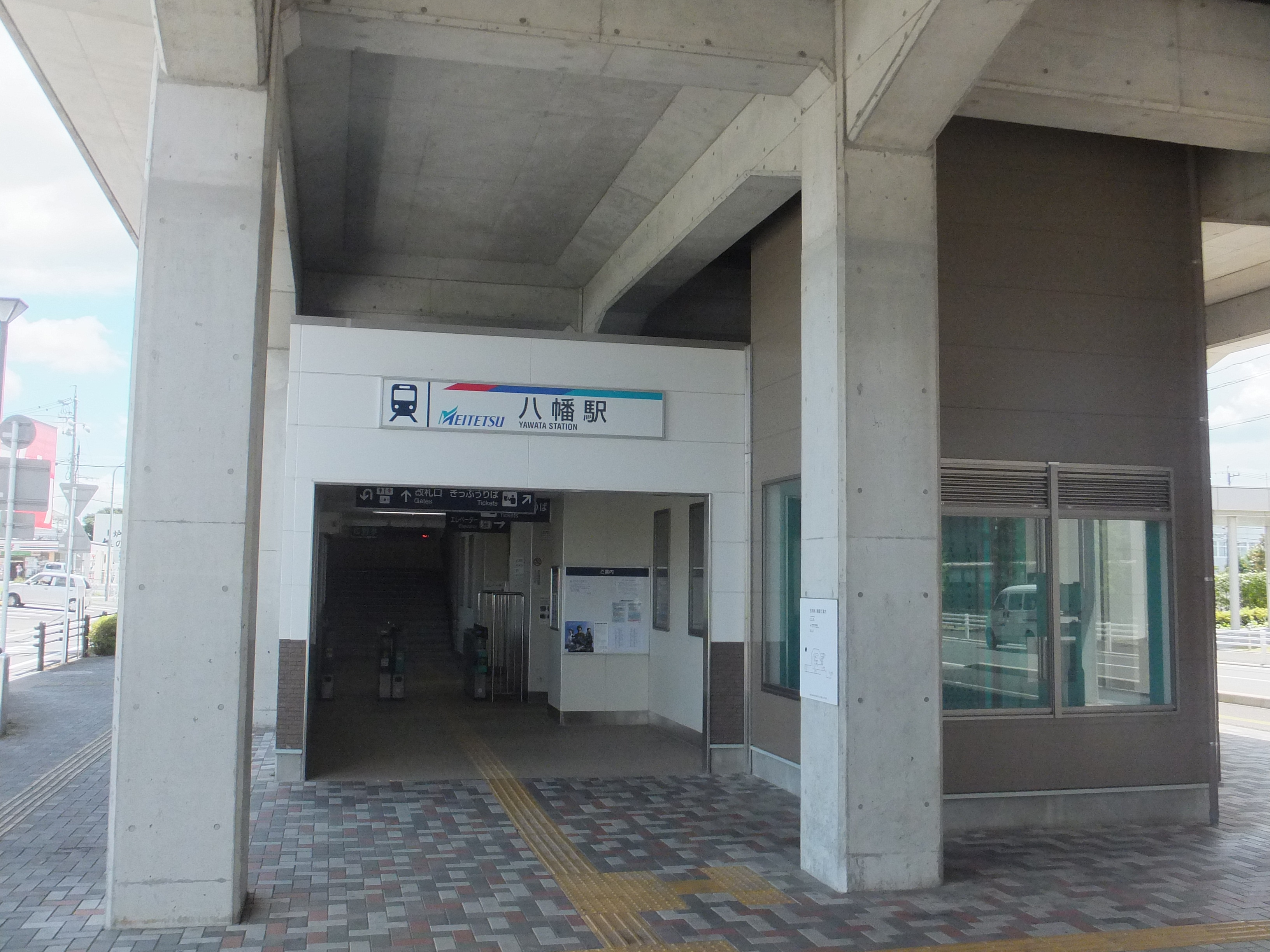
改札口
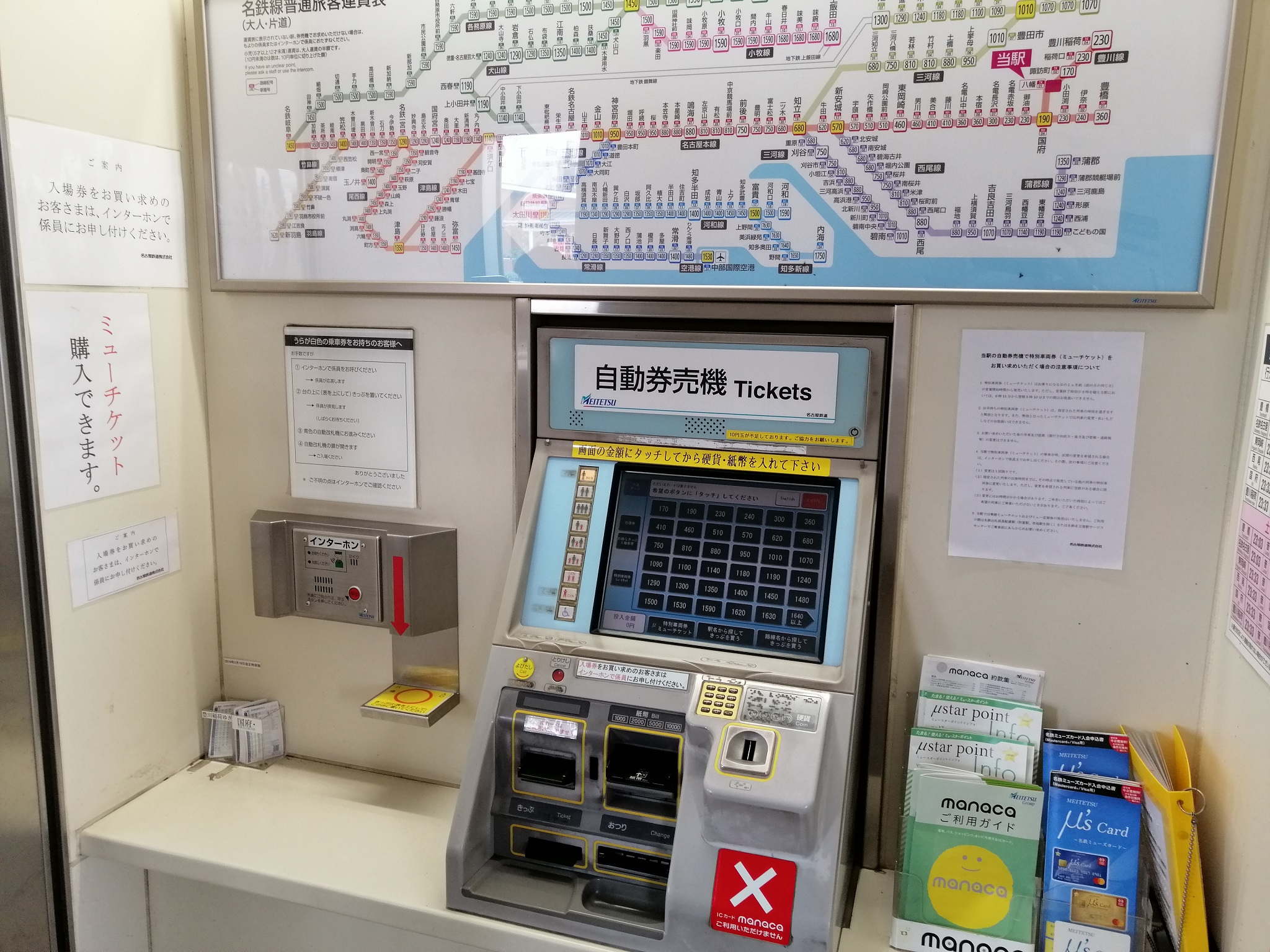
自動券売機
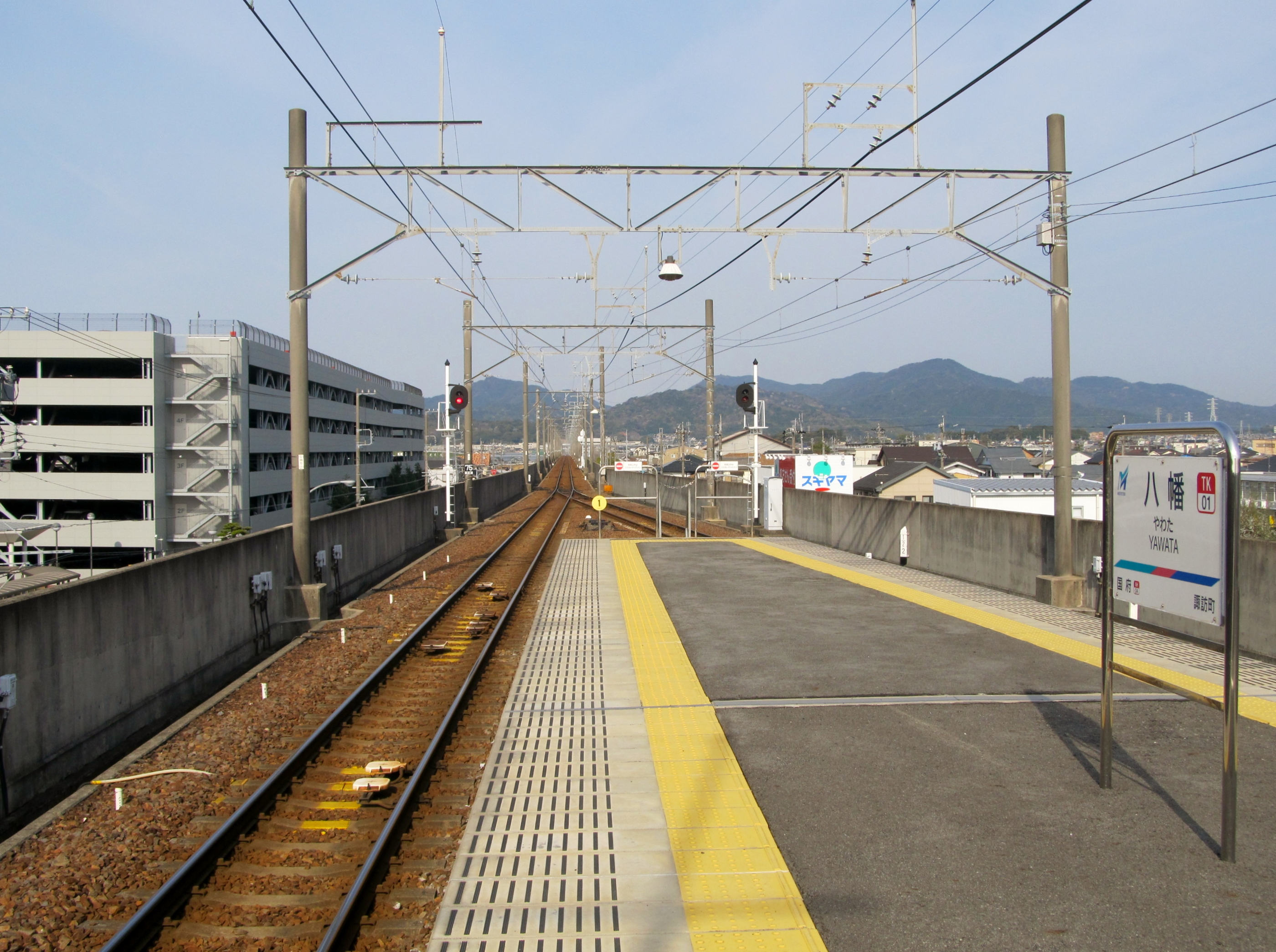
ホーム
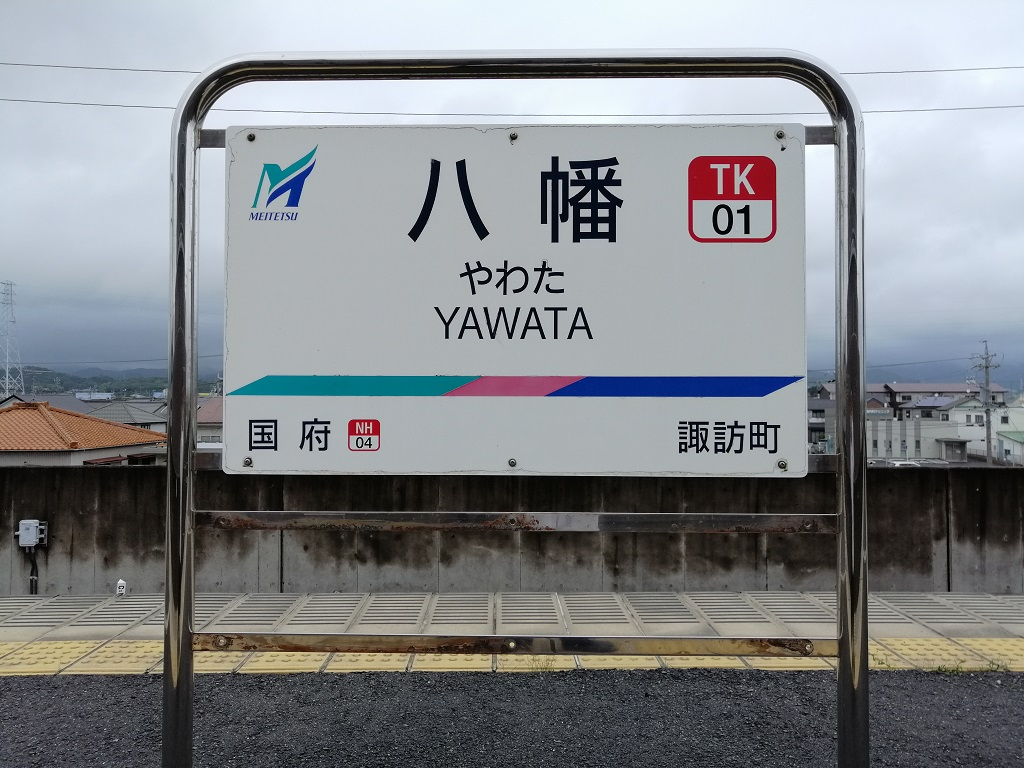
駅名標

### 配線図
| ← 豊川稲荷方面 | 八幡駅 構内配線略図 | → 国府・ 名古屋方面 |
| 凡例 出典:     |                     |                     |

ポイントは振分分岐器が使用されており、1番線が40km/h制限、2番線が75km/h制限となっている。

## 利用状況
- 『移動等円滑化取組報告書』によると、2023年度の1日平均乗降人員は3,575人である[1]。
- 『名鉄120年：近20年のあゆみ』によると2013年度当時の1日平均乗降人員は2,136人であり、この値は名鉄全駅（275駅）中176位、 豊川線（5駅）中4位であった[9]。
- 『名古屋鉄道百年史』によると1992年度当時の1日平均乗降人員は1,311人であり、この値は岐阜市内線均一運賃区間内各駅（岐阜市内線・田神線・美濃町線徹明町駅 - 琴塚駅間）を除く名鉄全駅（342駅）中204位、 豊川線（5駅）中4位であった[10]。

『愛知県統計年鑑』、『豊川市の統計』各号によると、一日平均乗車人員の推移は以下の通りである。
| 年                 | 乗車人員 | 乗車人員 | 備考   |
| 年                 | 総数     | 定期     | 備考   |
| ------------------ | -------- | -------- | ------ |
| 1978（昭和53）年度 | 435      | 351      | [ 11 ] |
| 1979（昭和54）年度 | 488      | 390      | [ 12 ] |
| 1980（昭和55）年度 | 532      | 427      | [ 13 ] |
| 1981（昭和56）年度 | 549      | 442      | [ 14 ] |
| 1982（昭和57）年度 | 524      | 413      | [ 15 ] |
| 1983（昭和58）年度 | 577      | 428      | [ 16 ] |
| 1984（昭和59）年度 | 596      | 445      | [ 17 ] |
| 1985（昭和60）年度 | 586      | 441      | [ 18 ] |
| 1986（昭和61）年度 | 594      | 432      | [ 19 ] |
| 1987（昭和62）年度 | 588      | 429      | [ 20 ] |
| 1988（昭和63）年度 | 607      | 446      | [ 21 ] |
| 1989（平成元）年度 | 628      | 465      | [ 22 ] |
| 1990（平成02）年度 | 635      | 478      | [ 23 ] |
| 1991（平成03）年度 | 658      | 499      | [ 24 ] |
| 1992（平成04）年度 | 653      | 494      | [ 25 ] |
| 1993（平成05）年度 | 628      | 469      | [ 26 ] |
| 1994（平成06）年度 | 618      | 478      | [ 27 ] |
| 1995（平成07）年度 | 618      | 478      | [ 28 ] |
| 1996（平成08）年度 | 620      | 489      | [ 29 ] |
| 1997（平成09）年度 | 603      | 480      | [ 30 ] |
| 1998（平成10）年度 | 564      | 439      | [ 31 ] |
| 1999（平成11）年度 | 572      | 440      | [ 32 ] |
| 2000（平成12）年度 | 608      | 462      | [ 33 ] |
| 2001（平成13）年度 | 639      | 488      | [ 34 ] |
| 2002（平成14）年度 | 633      | 481      | [ 35 ] |
| 2003（平成15）年度 | 659      | 509      | [ 36 ] |
| 2004（平成16）年度 | 655      | 507      | [ 37 ] |
| 2005（平成17）年度 | 709      | 530      | [ 38 ] |
| 2006（平成18）年度 | 789      | 543      | [ 39 ] |
| 2007（平成19）年度 | 792      | 538      | [ 40 ] |
| 2008（平成20）年度 | 826      | 574      | [ 41 ] |
| 2009（平成21）年度 | 772      | 570      | [ 42 ] |
| 2010（平成22）年度 | 779      | 576      | [ 43 ] |
| 2011（平成23）年度 |          |          |        |
| 2012（平成24）年度 |          |          |        |
| 2013（平成25）年度 | 1069     |          | [ 44 ] |
| 2014（平成26）年度 | 1064     |          | [ 44 ] |
| 2015（平成27）年度 | 1077     |          | [ 44 ] |
| 2016（平成28）年度 | 1051     |          | [ 44 ] |
| 2017（平成29）年度 | 1089     |          | [ 44 ] |

豊川線の駅では稲荷口駅に次いで利用客が少ない。2013年度からは駅近くに豊川市民病院が移転したために従来より利用客が増えている。2023年度からは駅近くにイオンモール豊川が開店したため更に利用客は増加した。

## 駅周辺
豊川市は八幡駅の周辺を地域拠点と位置付け、医療、福祉、文化、商業、住居などの機能集約を図っている。
駅南側は1960年代後半に愛知県企業庁によって豊川工業団地（野路地区）として造成され、日立製作所豊川事業所とスズキ豊川工場が立地していた。2010年に豊川市がスズキから土地の一部を購入して2013年に豊川市民病院を開院、2011年に香月コーポレーションが日立から土地の一部を購入して2013年に香月堂白鳥工場を新築した。2014年にスズキが2018年7月での工場閉鎖を、日立が2016年3月での事業所閉鎖を発表した。スズキの跡地はイオンモールが出店、日立の跡地の大部分は豊橋市土地公社が取得して文化会館や総合保健センター、住宅の用地とする計画が立てられた。住宅用地は「八幡地区工場跡地活用事業」としてプロポーザル方式で事業者の公募が行われ、大和ハウス工業により「セキュレアガーデン豊川八幡駅南」として販売されている。日立の跡地では2021年に木下大サーカス豊川公演が催された。

### 周辺施設
- 豊川警察署 八幡交番
- 豊川工業団地（野路地区）
  - 香月堂 白鳥工場
- 豊川市民病院
- イオンモール豊川 - 2023年4月4日開業[57]
- 豊川市武道館[58]
- ひまわり農業協同組合 Aコープ 中部店

## バス路線
- 豊鉄バス「八幡駅口」バス停
  - 豊川線
  - 新豊線

- 豊川市コミュニティバス「名鉄八幡駅」バス停
  - 豊川国府線
  - 音羽線
  - 御津線

## 隣の駅
名古屋鉄道
TK 豊川線
□快速特急・■特急・■急行・■準急・■普通
国府駅 - 八幡駅 - （諏訪新道信号場） - 諏訪町駅
かつては国府駅 - 当駅間に白鳥駅（1953年廃止）と八幡口信号場（旧・八幡口駅、1996年廃止）が、当駅 - 諏訪信道信号場間に市田駅（1972年廃止）が存在した。